# Carrefour Galim
Carrefour Galim est un village de la commune de Tignère situé dans la région de l'Adamaoua et le département du Faro-et-Déo.

## Population
Lors du recensement de 2005, le village comptait 628 personnes, 287 de sexe masculin et 341 de sexe féminin.